# 小行星9950
小行星9950（英語：9950 ESA）是一颗围绕太阳公转的小行星。1990年11月8日，C. Pollas在科索尔发现了此天体。
这颗小行星的绝对星等为103.1797669824919等。